# تعهد سرمایه‌گذاری جمعی
تعهد سرمایه‌گذاری جمعی سازمانی است که می‌تواند با اشکال مختلفی از جمله صندوق یا شرکت تأسیس شود. هدف تعهد سرمایه‌گذاری جمعی تجمیع منابع مالی به منظور مدیریت/سرمایه‌گذاری آن‌ها است.